# Petaurillus hosei
Il petaurillo di Hose (Petaurillus hosei Thomas, 1900) è un piccolo scoiattolo volante endemico del Borneo. Deve il nome scientifico a Charles Hose, il naturalista inglese che ne catturò l'olotipo.

## Descrizione
Il petaurillo di Hose è uno degli scoiattoli volanti più piccoli del mondo. Ha una lunghezza testa-corpo di 6,8-8,9 cm e una coda di 6,2-9,8 cm. Le regioni superiori sono di colore scuro, mentre quelle ventrali sono bianche. Presenta una macchia bianca dietro ciascun orecchio e guance chiare o di color camoscio. La coda è marrone, con l'estremità bianca. I denti non sono complessi.

## Distribuzione e habitat
Il petaurillo di Hose vive unicamente nelle foreste pluviali tropicali delle regioni costiere del Sarawak orientale e nel Brunei, nella zona nord-occidentale del Borneo.

## Biologia
La specie, dalle abitudini pressoché sconosciute, è arboricola e notturna e predilige le fitte foreste di Dipterocarpacee. Si nutre di semi e frutta. La femmina possiede quattro mammelle, ma generalmente ciascuna nidiata è composta da due piccoli.

## Conservazione
La specie è minacciata dalla deforestazione, ma le informazioni riguardo ad essa sono così poche che la IUCN la classifica tra le specie a status indeterminato.